# Мана (магия)
Мана — существующая в верованиях сверхъестественная сила, носителями которой могут быть отдельные люди или другие животные, различные предметы. Манипулирование маной применялось для достижения ближайших целей: хорошей погоды, обильного урожая, излечения от болезни, успеха в любви или победы в сражении. Аналогичные представления под разными названиями известны у многих племён и народов (оренда — у ирокезов Северной Америки, еки — у понгве в Африке, и др.).
Понятие «мана» было впервые описано в монографии Роберта Генри Кодрингтона (1830—1922) The Melanesians: Studies in their Anthropology and Folk-Lore, 1891.
Термин «мана» как универсальное именование энергии, применяющейся для применения необычных способностей, был подхвачен разработчиками компьютерных развлечений ещё в 1970-е годы и к настоящему времени широко популяризирован.

## Развитие понятия «мана» в религиоведении
Понятие «мана» вошло в научный оборот благодаря этнографу Э. Тайлору, который считал анимизм (от лат. anima, animus — душа, дух) началом религии. Человек начал размышлять над природой своих физических состояний (сон, галлюцинации, смерть и т. п.) и пришёл к выводу, что все они происходят вследствие временного или полного выхода души из тела. Затем душой стали наделяться и другие объекты и явления внешнего мира вследствие стремления первобытного человека к олицетворению. На основе этих материалов Тайлером был сформулирован тезис: «анимизм есть минимум определения религии». Впоследствии этот тезис использовался широким кругом исследователей, однако возникло и противоположное мнение, что не все архаичные религии начались с анимизма, так как не отвечали соответствующим требованиям. Такие системы верований были названы «преанимистическими».
Приверженцем этой оппозиции по отношению к концепции Тайлора был антрополог Р.-Р. Маретт, введший термин «аниматизм» для обозначения преанимистического состояния. Противоречия с Тайлором заключались в двух положениях: во-первых, Маретт отрицал определение анимизма как «минимума определения религии», а во-вторых, объединил религию и магию на основании их общего происхождения. В качестве собственного «минимального определения религии» он выдвинул формулу «табу-мана», которая представляет собой бинарную оппозицию отрицательного и положительного — «Табу и Мана как негативный и позитивный модусы».
Маретт и его последователи считали эту оппозицию не содержанием мифологически-религиозного сознания, а изначальной его формой. Таким образом, «табу» и «мана» возводились в ранг первоначальных категорий мифологически-религиозного сознания.
Критику положений, выдвинутых Р.-Р. Мареттом, мы встречаем у румынского философа и историка религии М. Элиаде. Он высказал сомнение в том, что рассмотрение «маны» как безличной силы не вполне соответствует действительному положению дел. Более того, нельзя отрицать подмеченный им факт, что представления о «мана» встречаются исключительно у народов Меланезии и Полинезии, следовательно, не может быть отнесено к любой религии, тем более быть выдвинутым в качестве «минимального определения».
В поддержку взглядам Элиаде можно привести понимание смысла понятия «мана», которое немецкий философ и неокантианец Э. Кассирер изложил в работе «Философия символических форм» (1923). В ходе развития темы о природе мифологического сознания Кассирер также обсуждает проблему оппозиции «табу-мана». Исходные предположения о «мане» как «элементарной мысли» мифологии и религии, философ, как и Элиаде, подвергает сомнению. В том же свете представляется, соответственно, и сама оппозиция, и её определение в качестве «изначального пласта мифологически-религиозного сознания» или «одного из первичных конституирующих условий». Поворот в понимании «маны» Кассирер связывает с признанием того, что невозможно дать чёткое определение этому понятию, — в силу неоднократного дополнения и расширения понятия новыми характеристиками появились противоречия в самом определении. Поэтому философ даёт новую дефиницию — «Акцент, который магически-мифологическое сознание придаёт предметам». Для понимания этого «акцента» важно понимание разделения на сакральное и профанное, как отмеченного и неотмеченного соответственно. Вернёмся к мифологическому сознанию. Его основное отличие состоит в том, что объект не находится в его «власти», а наоборот присутствует «охваченность предметом», тем, что выпадет из «повседневного ряда обычного эмпирического бытия». Но для того, чтобы эта «охваченность» состоялась, предмету необходимо попасть в «мифологически-религиозное поле зрения» и возбудить «мифологический интерес». Следовательно, возвращаясь к понятию «мана», тот «акцент», которым она является, суть то мифологически значимое, что возбуждает мифологический интерес.